# Eileen Chandler
Eileen Chandler, nascida Eileen Harris (Londres, 10 de junho de 1904 – 28 de janeiro de 1993), foi uma pintora e ilustradora britânica, famosa por seus retrato.

## Biografia
Chandler nasceu em Londres e estudou arte na Escola de Arte de Hornsey, através da qual ganhou uma bolsa de estudos para a Academia Real Inglesa. Em 1930, casou-se com Roland Chandler, ilustrador da The Strand Magazine, o qual morreu durante a Segunda Guerra Mundial. Após a guerra, embora tivesse uma casa em Hampstead e depois em Putney, Londres, Eileen passou vários anos viajando e trabalhando longe da Grã-Bretanha. Após ter tido seu trabalho destacado no Illustrated London News, ela passou um tempo na América do Norte pintando retratos em aquarela de estrelas de cinema de Hollywood e seus filhos, entre os quais está incluso um famoso retrato da Liza Minnelli, na época com três anos de idade. Na Suécia, recebeu várias encomendas de retratos, muitas vezes de crianças, mas também de membros da Família Real Sueca, mais notavelmente uma da Rainha Sylvia. Embora Chandler fosse mais famosa no exterior do que na Grã-Bretanha, uma exposição individual de suas paisagens e retratos foi realizada na Galeria Guy Morrison, em Londres, em 1988.